# Standish Hayes O'Grady
Standish Hayes O'Grady (en irlandés: Anéislis Aodh Ó Grádaigh; 19 de mayo de 1832 - 16 de octubre de 1915) fue un anticuario irlandés.

## Biografía
Nació en Erinagh House, Castleconnell, condado de Limerick, hijo del almirante Hayes O'Grady. Era primo del escritor Standish James O'Grady, con quien a veces se le confunde. De niño, aprendió irlandés de los hablantes nativos de su localidad. Fue educado en Rugby School y Trinity College en Dublín.
Aunque se graduó como ingeniero civil, es mejor recordado por Silva Gadelica (dos volúmenes, 1892), una colección de cuentos de manuscritos medievales irlandeses. Era amigo de los anticuarios John O'Donovan y Eugene O'Curry. En 1853, se convirtió en miembro fundador de la Sociedad Ossiánica. Más tarde se convertiría en su presidente en 1855. En 1857 se trasladó a los Estados Unidos, donde permaneció durante 30 años. En 1901 contribuyó con un ensayo sobre la Anglo-Irish Aristocracy a una colección titulada Ideals in Ireland editada por Augusta, Lady Gregory .
Murió en Inglaterra en 1915. Su Catálogo de manuscritos irlandeses en el Museo Británico quedó inacabado a su muerte y fue completado por Robin Flower.

## Obras publicadas
- The Pursuit After Diarmuid, O'Duibhne, and Grainne, the Daughter of Cormac Mac Airt, King of Ireland in the Third Century (1857)
- The Pursuit of the Gilla Decair and his Horse
- The Colloquy with the Ancients
- Silva Gadelica (I.-XXXI.): A Collection of Tales in Irish with Extracts Illustrating Persons and Places; Volume 1 (1892)[5]
- Silva Gadelica (I.-XXXI.): A Collection of Tales in Irish with Extracts Illustrating Persons and Places; Volume 2 (1892)[5]